# Angie Hart
Angie Ruth Hart, född 8 mars 1972 i Adelaide, är en musikartist från Australien. Hon fick sitt genombrott som medlem i bandet Frente! när de slog igenom i början av 1990-talet och senare bland annat turnerade med Alanis Morissette. Hart har medverkat i Joss Whedons tv-serier Buffy och vampyrerna och Firefly. Som soloartist har hon släppt albumen Grounded Bird från 2007 och Eat My Shadow från 2009.